# Rynchops niger
Il becco a cesoia americano (Rynchops niger, Linnaeus 1758) è un uccello della famiglia dei Laridae, dell'ordine dei Charadriiformes.

## Sistematica
Rynchops niger ha tre sottospecie:
- R. niger cinerascens
- R. niger intercedens
- R. niger niger

## Caratteristiche
Il becco a cesoia americano è lungo 40-50 centimetri, pesa tra i 265 e i 365 grammi e ha un'apertura alare di 112 centimetri. La livrea, uguale nei due sessi, è nera sul dorso, e sul capo e sulla parte superiore delle ali; mentre ventre e fronte sono bianchi. Il robusto becco è più lungo nella metà inferiore di due o tre centimetri; è di color rosso-arancio tranne sulla punta che è nera. Le corte zampe sono rosso brillanti e palmate. La pupilla è schiacciata verticalmente. La livrea è uguale nei due sessi, ma il maschio è più grande della femmina.

## Distribuzione e habitat
Vive in tutto il Sud America, nel Centro America e nei Caraibi; nel Nord America lo si incontra fino al Québec e a Terranova sul versante atlantico, e fino alla California su quello pacifico. È accidentale su Grenada, in Giamaica e sulle Bermude.
 È un uccello limicolo che abita presso laghi, stagni, paludi aperte, bassifondi marini e lagune costiere. Durante il periodo riproduttivo li si incontra su spiagge sabbiose o ai margini di paludi salate.

## Biologia

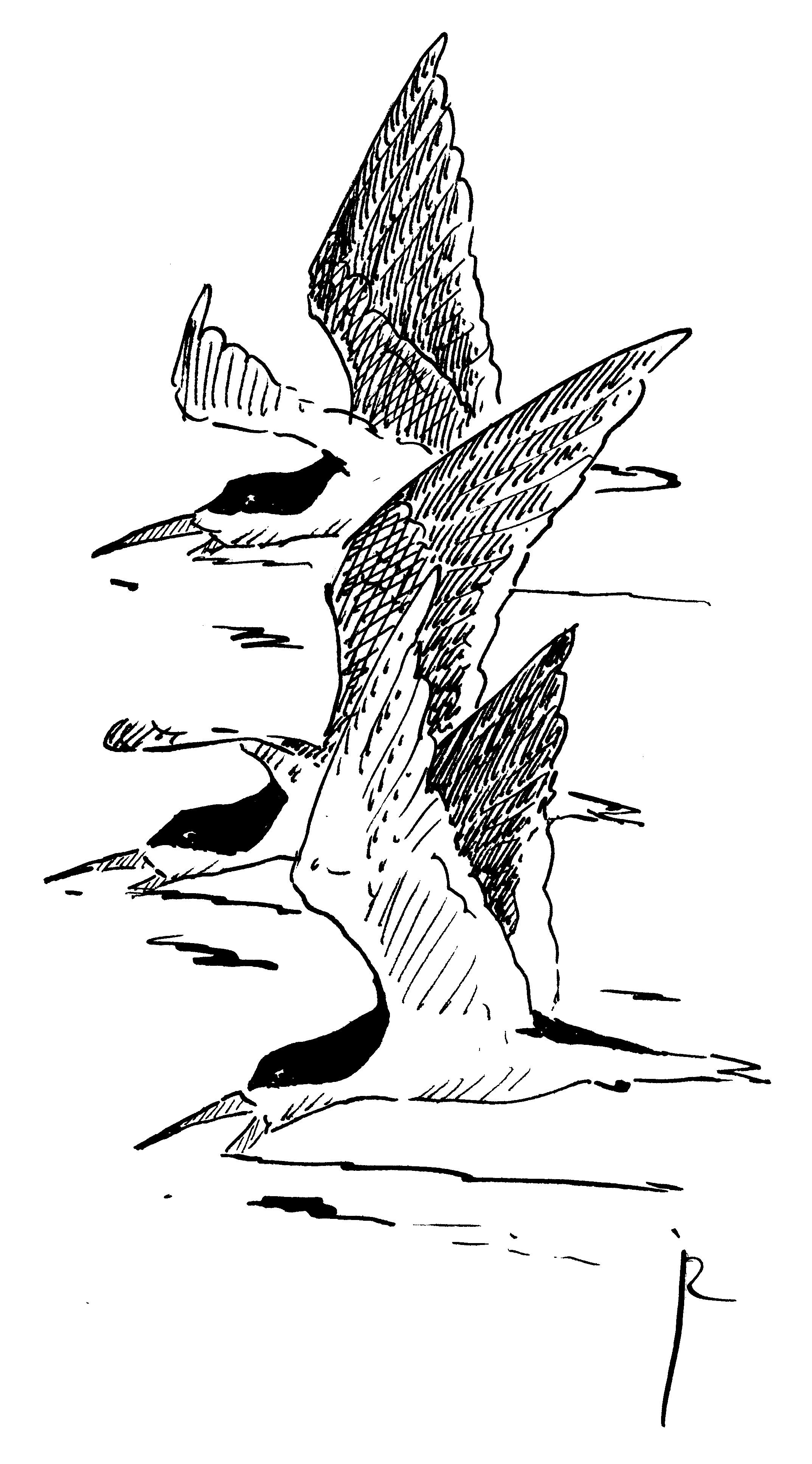

Il becco a cesoia americano è un uccello sociale che può formare colonie numerose. In ciascuna gli individui creano coppie fisse che possono arrivare anche ad alcune centinaia. Sono territoriali e difendono il nido aggressivamente anche dai propri simili, perciò i nidi vengono costruiti a distanza di 1-4 metri l'uno dall'altro. Questo uccello è attivo soprattutto di notte, ma si muove anche durante il giorno, all'alba o al tramonto.

Il verso è una sorta di latrato canino a bassa frequenza che viene usato per scacciare i predatori.

### Nutrizione
È un uccello principalmente piscivoro. Caccia volando rasente all'acqua con la parte inferiore del becco sommersa finché non incappa in una preda. Mangia anche crostacei, molluschi e altri invertebrati marini.

### Riproduzione
È un uccello coloniale che nidifica insieme ad altre specie come le sterne. Le coppie si formano durante il periodo di riproduzione, sono monogame e il maschio difende ferocemente il suo partner e le uova. Il corteggiamento consiste in un'offerta di pesce del maschio alla femmina e, se questa accetta, avviene la copula; il pesce viene inghiottito solo successivamente ad essa. Il nido è una fossa nella sabbia o sull'erba bassa dove la femmina depone quattro o cinque uova. Il periodo d'incubazione è di 21-26 giorni. Il pulcino impiuma dopo 28 o 31 giorni, a seconda del sesso. Entrambi i genitori si prendono cura dei piccoli fino a quando diventano indipendenti, cioè più o meno alla sesta settimana dalla schiusa.

## Galleria d'immagini

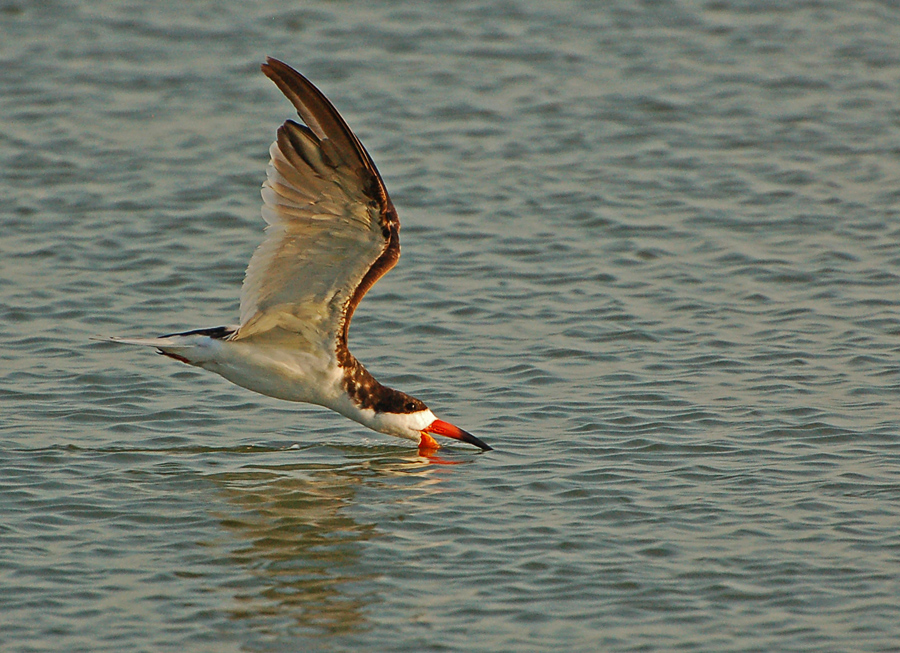
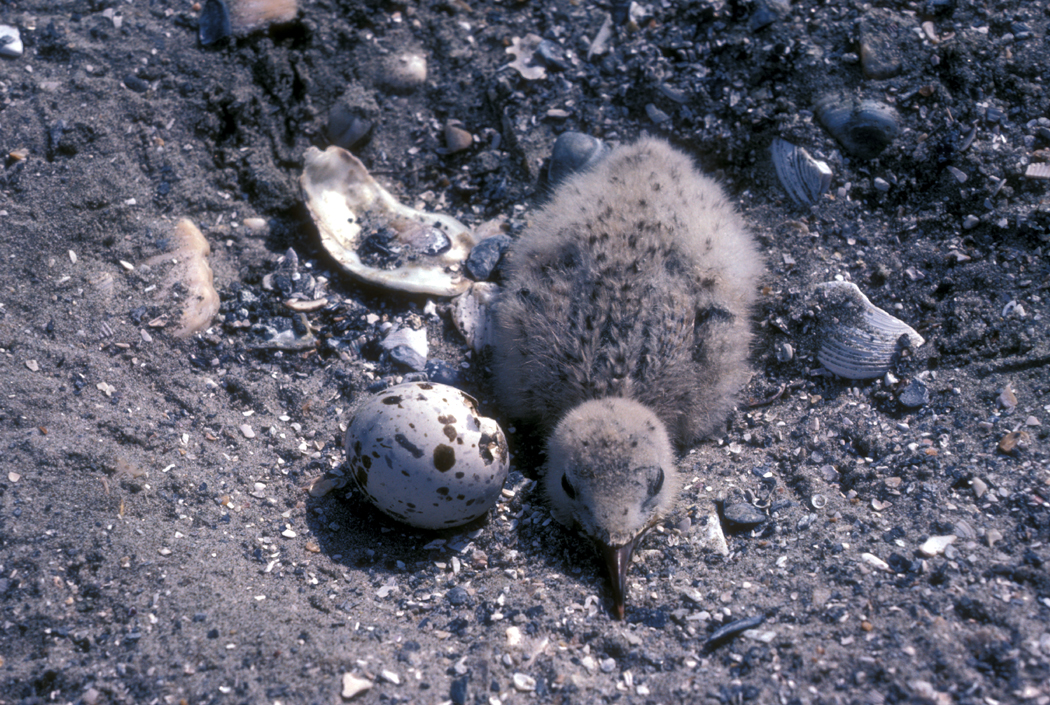
Pulcino
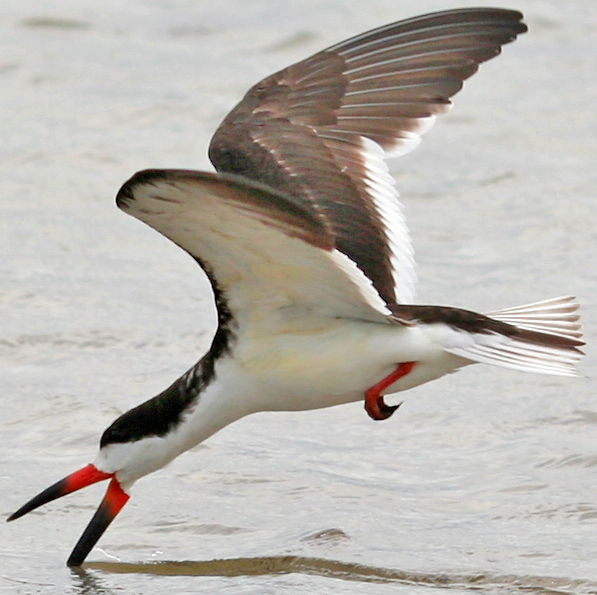